# Alfonso Broqua
Alfonso Broqua (Montevideo, 11 de setembre de 1876 - París, 24 de novembre de 1946) fou un compositor uruguaià.
Als 10 anys fou iniciat en l'estudi de la música per un professor anomenat Silveyra. Molt delicat de salut quan era nen, va romandre llargues temporades en el camp, influència que denota llur producció. La seva primera obra fou editada a Montevideo a primers del segle xx. Per efectuar estudis superiors es traslladà a Bèlgica el 1909, quelcom que no pogué complir fins més tard a París, ingressant a la Schola Cantorum, on fou deixeble de Vincent d'Indy, Roussée i Seryex. La seva primera obra de consideració és Tabarí, adaptació lírica d'un fragment del poema de Juan Zorrilla de San Martín, per a veus i orquestra, estrenat a Montevideo el 1910. Té a més, una Suite per a piano denominada Poema de las Lomas, executada a París pels pianistes Ricard Viñas i Mª. Marcel Heuchin, etc. Un quintet en sol menor, estrenat a París a la Societé nationale de Musique, amb un gran èxit de crítica, i un gran nombre de peces soltes per a una i dues guitarres, instrument pel qual produí amb una rara habilitat. Diverses cançons infantils i d'altres de caràcter popular divulgaren aquest compositor que reflecteix constantment en llurs obres dues modalitats plenes de sabor peculiar, l'incaic i el netament popular del seu país. La seva obra més important és potser, Cruz del Sur, espècie de poema líric en el que, basant-se en l'època de la conquesta espanyola, reflecteix l'influx dels folklores hispànics i incaic com a símbol d'aquelles dues civilitzacions en pugna. I per a últim, citarem llur Evocation andine, quadre simfònic de suggestió índia, així com Pericón que, basant-se en el cançoner popular de Martín Fierro, amb tanta gràcia compongué aquest notable músic uruguaià, considerat, junt amb Eduardo Fabini, com el més representatiu del seu país.